# Хэйес, Томас
То́мас Хэ́йес (англ. Thomas Hayes; род. 7 марта 1997 года, Норвегия) — норвежский актёр и диджей, наиболее известный по роли Вильяма Магнуссона в телесериале «Стыд» (1, 2, 4 сезоны).

## Биография и карьера
Томас родился 7 марта 1997 года в Норвегии. В настоящее время живёт в Осло.
С 2015 года снимается в телесериале «Стыд», где играет Вильяма Магнуссона. В 2016 был выбран на роль призывника из Норвегии в телесериале «Elven», который вышел в марте 2017 года на канале TV3. В 2017 году снялся в короткометражном фильме «Fuck fossils», который рассказывает о проблемах норвежской семьи в 2050 году во время климатического кризиса.

## Фильмография
| Год       |     | Русское название | Оригинальное название | Роль             |
| --------- | --- | ---------------- | --------------------- | ---------------- |
| 2015—2017 | с   | Стыд             | Skam                  | Вильям Магнуссон |
| 2017      | с   | Река             | Elven                 | призывник        |
| 2017      | кор |                  | Fuck fossils          |                  |